# 2016년 3월
| 2016년: 1월 · 2월 · 3월 · 4월 · 5월 · 6월 · 7월 · 8월 · 9월 · 10월 · 11월 · 12월 |

| \| 2016년 3월 1일 (화요일) \| \| 편집 \| |  |      |
| 정치 - 테러방지법 반대 필리버스터 - 8일 경과. - 삼일절을 맞아 각종 행사가 열렸다. 국제 - 미국 대선 민주당의 힐러리 클린턴과 공화당의 도널드 트럼프가 슈퍼 화요일 경선대회에서 사실상 압승하였다. |  |      |
| 2016년 3월 1일 (화요일) |  | 편집 |

| 2016년 3월 1일 (화요일) |  | 편집 |

| \| 2016년 3월 2일 (수요일) \| \| 편집 \| |  |      |
| 정치 - 테러방지법 반대 필리버스터 - 9일 경과. - 이종걸 의원이 12시간 31분으로 최고기록을 경신했으며, 이 의원의 발언을 끝으로 필러버스터가 8일 0시간 25분만에 종료되었다. - 필리버스터 종료 이후 테러방지법과 북한인권법등이 국회에 통과되었다. |  |      |
| 2016년 3월 2일 (수요일) |  | 편집 |

| 2016년 3월 2일 (수요일) |  | 편집 |

| \| 2016년 3월 3일 (목요일) \| \| 편집 \|                                  |  |      |
| 국제 - UN 안전보장이사회가 대북 제재 결의안 2270호를 만장일치로 채택했다. |  |      |
| 2016년 3월 3일 (목요일)                                                   |  | 편집 |

| 2016년 3월 3일 (목요일) |  | 편집 |

| \| 2016년 3월 4일 (금요일) \| \| 편집 \|                                                   |  |      |
| 국제 - 예멘 남부 아덴에서 테레사 수녀가 설립한 양로원서 총격전이 발생해 16명이 사망하였다. |  |      |
| 2016년 3월 4일 (금요일)                                                                    |  | 편집 |

| 2016년 3월 4일 (금요일) |  | 편집 |

| \| 2016년 3월 5일 (토요일) \| \| 편집 \| |  |      |
|                                          |  |      |
| 2016년 3월 5일 (토요일)                  |  | 편집 |

| 2016년 3월 5일 (토요일) |  | 편집 |

| \| 2016년 3월 6일 (일요일) \| \| 편집 \| |  |      |
|                                          |  |      |
| 2016년 3월 6일 (일요일)                  |  | 편집 |

| 2016년 3월 6일 (일요일) |  | 편집 |

| \| 2016년 3월 7일 (월요일) \| \| 편집 \| |  |      |
|                                          |  |      |
| 2016년 3월 7일 (월요일)                  |  | 편집 |

| 2016년 3월 7일 (월요일) |  | 편집 |

| \| 2016년 3월 8일 (화요일) \| \| 편집 \|                                                                                              |  |      |
| 정치 - 조선민주주의인민공화국이 대한민국 외교 안보 책임자 40여명의 스마트폰을 해킹하고 음성과 문자등 정보를 빼돌리는 사건이 일어났다. |  |      |
| 2016년 3월 8일 (화요일) |  | 편집 |

| 2016년 3월 8일 (화요일) |  | 편집 |

| \| 2016년 3월 9일 (수요일) \| \| 편집 \| |  |      |
| 사회 - 이세돌 9단과 인공지능 알파고와의 바둑 대결이 1주일간의 일정으로 시작되었다. 첫 대국에서 알파고가 승리하였다. - 경북 청송에서 고독성 농약을 섞은 소주를 마시고 신음을 하다가 1명이 사망하고 1명이 중태에 빠지는 사고가 일어났다. 과학 - 3월 9일 오전 10시 10분 부터 오전 11시 24분까지 달이 해의 일부분을 가리는 부분 일식이 진행되었다. 반대로 태평양과 인도양에서는 개기 일식이 진행되었다. |  |      |
| 2016년 3월 9일 (수요일) |  | 편집 |

| 2016년 3월 9일 (수요일) |  | 편집 |

| \| 2016년 3월 10일 (목요일) \| \| 편집 \|                                                         |  |      |
| 사회 - 이세돌 9단과 인공지능 알파고와의 바둑 대결에서 역시 두번째 대국에서도 알파고가 승리하였다. |  |      |
| 2016년 3월 10일 (목요일)                                                                          |  | 편집 |

| 2016년 3월 10일 (목요일) |  | 편집 |

| \| 2016년 3월 11일 (금요일) \| \| 편집 \| |  |      |
| 사회 - 현대자동차 산타페 차량이 현대자동차 그룹 양재동 사옥으로 돌진하여 1명이 경찰에 연행 되었다. 군사 - 경기도 연천군 최전방 육군 부대에서 11일 현역 중사 1명이 총기로 스스로 목숨을 끊으려고 총기를 발사하다가 얼굴을 다쳐 병원으로 후송되었으나 이날 밤 숨졌다. 정치 - 김한길 국민의당 상임선거대책위원장이 안철수의 야권연대를 고수하지 못하자 11일 오전 사퇴하였다. 국제 - 미국과 캐나다가 19년만에 정상회담이 개최되었다. |  |      |
| 2016년 3월 11일 (금요일) |  | 편집 |

| 2016년 3월 11일 (금요일) |  | 편집 |

| \| 2016년 3월 12일 (토요일) \| \| 편집 \| |  |      |
| 사회 - 경기도 평택시에서 7살난 신원영군이 부모에 의해 학대, 살해를 당한 뒤 암매장 당한채 싸늘한 시신으로 발견되었다. 즉시 이 사건의 가해자인 계모와 친부가 체포되었다. - 이세돌 9단과 알파고와의 대결에서 결국 알파고가 최종 승리로 확정되었다. |  |      |
| 2016년 3월 12일 (토요일) |  | 편집 |

| 2016년 3월 12일 (토요일) |  | 편집 |

| \| 2016년 3월 13일 (일요일) \| \| 편집 \| |  |      |
| 사회 - 알파고 대 이세돌: 이세돌 대 알파고와의 대결에서 이세돌이 4번째 대국에서 처음으로 승리를 하였다. 국제 - 코트디부아르 그랑바상에서 알카에다 소속으로 추정되는 무장 괴한이 총격을 가해 22명이 사망하였다. - 터키 앙카라에서 폭탄테러가 발생하여 34명이 사망하고 125명이 부상을 입었다. |  |      |
| 2016년 3월 13일 (일요일) |  | 편집 |

| 2016년 3월 13일 (일요일) |  | 편집 |

| \| 2016년 3월 14일 (월요일) \| \| 편집 \| |  |      |
|                                           |  |      |
| 2016년 3월 14일 (월요일)                  |  | 편집 |

| 2016년 3월 14일 (월요일) |  | 편집 |

| \| 2016년 3월 15일 (화요일) \| \| 편집 \| |  |      |
| 사회 - 이세돌 대 알파고와의 대결에서 알파고가 4번째 승리로 확정되었다. 이로써 알파고가 4승 1패, 이세돌이 1승 4패로 1주일간의 대국이 막을 내렸다. |  |      |
| 2016년 3월 15일 (화요일) |  | 편집 |

| 2016년 3월 15일 (화요일) |  | 편집 |

| \| 2016년 3월 16일 (수요일) \| \| 편집 \|                                               |  |      |
| 사회 - 서울지하철 3호선 양재역에서 매봉역으로 향하던 열차가 단전으로 운행이 중단되었다. |  |      |
| 2016년 3월 16일 (수요일)                                                                |  | 편집 |

| 2016년 3월 16일 (수요일) |  | 편집 |

| \| 2016년 3월 17일 (목요일) \| \| 편집 \| |  |      |
| 국제 - 일본 히로시마현 히가시히로시마 시 산요 고속도로 터널에서 차량 12대가 잇달아 추돌하는 사고가 발생해 2명이 사망하고 68명이 부상을 입었다. |  |      |
| 2016년 3월 17일 (목요일) |  | 편집 |

| 2016년 3월 17일 (목요일) |  | 편집 |

| \| 2016년 3월 18일 (금요일) \| \| 편집 \| |  |      |
| 사회 - 분당 예비군 훈련을 마치고 실종된 신모(29) 씨가 목을매 사망한채 발견되었다. 북한 - 조선민주주의인민공화국 함경북도 숙천군에서 노동 미사일을 발사하였다. 이 탄도미사일은 일본 방공식별구역에 떨어졌다. |  |      |
| 2016년 3월 18일 (금요일) |  | 편집 |

| 2016년 3월 18일 (금요일) |  | 편집 |

| \| 2016년 3월 19일 (토요일) \| \| 편집 \| |  |      |
| 사회 - 청주에서 4년 3개월전 아동학대로 사망케한 30대 아버지가 체포되고 공범 부인은 스스로 목숨을 끊었다. 국제 - 터키 이스탄불에서 폭탄 테러가 발생하여 5명이 사망하고 36명이 부상당했다. - 로스토프나도누 공항에 착륙하던 플라이두바이 항공 981편이 악천후로 추락하여 62명이 사망하였다. |  |      |
| 2016년 3월 19일 (토요일) |  | 편집 |

| 2016년 3월 19일 (토요일) |  | 편집 |

| \| 2016년 3월 20일 (일요일) \| \| 편집 \|                                                                                          |  |      |
| 국제 - 오바마 미국 대통령이 역대 두 번째로 쿠바를 방문하였다. 미국 대통령의 쿠바 방문은 1928년 쿨리지 대통령 이후 88년만의 일이다. |  |      |
| 2016년 3월 20일 (일요일) |  | 편집 |

| 2016년 3월 20일 (일요일) |  | 편집 |

| \| 2016년 3월 21일 (월요일) \| \| 편집 \|                                                        |  |      |
| 북한 - 조선민주주의인민공화국 함경남도 함흥시 북방 일대에 단거리 미사일을 5발 동해로 발사하였다. |  |      |
| 2016년 3월 21일 (월요일)                                                                         |  | 편집 |

| 2016년 3월 21일 (월요일) |  | 편집 |

| \| 2016년 3월 22일 (화요일) \| \| 편집 \| |  |      |
| 사회 - 서울 동대문경찰서 휘경파출소에서 이모(47) 경위가 뇌물수수 혐의로 감찰조사 도중, 권총으로 스스로 목숨을 끊었다. - 브라질에 다녀온 40대 남성 환자가 한국인으로서는 최초 감염자로 지카 바이러스 양성 판정을 받았다. 국제 - 3월 22일, 벨기에 브뤼셀에서 폭탄 테러가 발생하여 27명 사망하고 136명이 부상당했다. |  |      |
| 2016년 3월 22일 (화요일) |  | 편집 |

| 2016년 3월 22일 (화요일) |  | 편집 |

| \| 2016년 3월 23일 (수요일) \| \| 편집 \| |  |      |
|                                           |  |      |
| 2016년 3월 23일 (수요일)                  |  | 편집 |

| 2016년 3월 23일 (수요일) |  | 편집 |

| \| 2016년 3월 24일 (목요일) \| \| 편집 \| |  |      |
|                                           |  |      |
| 2016년 3월 24일 (목요일)                  |  | 편집 |

| 2016년 3월 24일 (목요일) |  | 편집 |

| \| 2016년 3월 25일 (금요일) \| \| 편집 \| |  |      |
|                                           |  |      |
| 2016년 3월 25일 (금요일)                  |  | 편집 |

| 2016년 3월 25일 (금요일) |  | 편집 |

| \| 2016년 3월 27일 (일요일) \| \| 편집 \| |  |      |
| 사회 - 경기도 화성시 장안면 석포리 한 야산 근처 공터에서 산불진화용 Bo-105 헬기가 추락해 조종사 1명이 사망하였다. 국제 - 파키스탄 라호르에서 폭탄테러가 발생하였다. |  |      |
| 2016년 3월 27일 (일요일) |  | 편집 |

| 2016년 3월 27일 (일요일) |  | 편집 |

| \| 2016년 3월 28일 (월요일) \| \| 편집 \| |  |      |
| 국제 - 미국 국회의사당에서 총격이 발생하여 1명이 다치고 용의자 2명이 긴급체포되었다. 또 한시적으로 미국 백악관과 국회의사당이 폐쇄되었다. - 중화민국 타이베이시에서 33살 남성이 4살배기 여자아이의 머리를 식칼로 내려쳐 죽였다. |  |      |
| 2016년 3월 28일 (월요일) |  | 편집 |

| 2016년 3월 28일 (월요일) |  | 편집 |

| \| 2016년 3월 29일 (화요일) \| \| 편집 \| |  |      |
| 국제 - 이집트 알렉산드리아에서 카이로로 가는 이집트항공 MS181편이 공중 납치되어서 키프로스에 강제 착륙하였다. 이 과정에서 승객과 승무원의 부상은 없었다. 북한 - 조선민주주의인민공화국 강원도 원산시에서 단거리 발사체 1발을 발사하였다. |  |      |
| 2016년 3월 29일 (화요일) |  | 편집 |

| 2016년 3월 29일 (화요일) |  | 편집 |

| \| 2016년 3월 30일 (수요일) \| \| 편집 \| |  |      |
| 국제 - 틴 초가 미얀마 대통령에 취임했다.  |  |      |
| 2016년 3월 30일 (수요일)                  |  | 편집 |

| 2016년 3월 30일 (수요일) |  | 편집 |

| \| 2016년 3월 31일 (목요일) \| \| 편집 \| |  |      |
| 정치 - 대한민국 제20대 국회의원 선거의 공식 선거운동 기간이 시작되었다. 공식 선거운동 기간은 13일 간으로, 선거 전날인 4월 12일 자정까지이다. 국제 - 인도 콜카타에서 고가도로 건설중 무게를 이기지 못하고 붕괴되었다. |  |      |
| 2016년 3월 31일 (목요일) |  | 편집 |

| 2016년 3월 31일 (목요일) |  | 편집 |

| <          | 2016년 3월 | 2016년 3월  | 2016년 3월 | 2016년 3월 | 2016년 3월 | >          |
| 일         | 월         | 화          | 수         | 목         | 금         | 토         |
|            |            | 1 1.23 임오 | 2 24 계미  | 3 25 갑신  | 4 26 을유  | 5 27 병술  |
| 6 28 정해  | 7 29 무자  | 8 30 기축   | 9 2.1 경인 | 10 2 신묘  | 11 3 임진  | 12 4 계사  |
| 13 5 갑오  | 14 6 을미  | 15 7 병신   | 16 8 정유  | 17 9 무술  | 18 10 기해 | 19 11 경자 |
| 20 12 신축 | 21 13 임인 | 22 14 계묘  | 23 15 갑진 | 24 16 을사 | 25 17 병오 | 26 18 정미 |
| 27 19 무신 | 28 20 기유 | 29 21 경술  | 30 22 신해 | 31 23 임자 |            |            |

| - 3월 6일 - 낸시 레이건 편집하기 |